# Căzănești
Căzănești là một thị xã thuộc hạt Ialomița, România. Dân số thời điểm năm 2002 là 3642 người.